# Nevo branco esponjoso
Nevo Branco Esponjoso
também conhecido como Doença de Cannon ou Displasia Branca familiar, é uma genodermatose (distúrbio de pele geneticamente determinado) relativamente rara, herdada como um traço dominante autossomico, mostrando um alto grau de penetração e expressividade variável. Os pacientes normalmente apresentam as lesões no nascimento ou principio da infância, mas, algumas vezes, a condição se desenvolve na adolescência.

## Características Clínicas
As lesões de nevo branco esponjoso aparecem como placas difusas, corrugadas aveluladas, brancas, espessas e simétricas, que afetam principalmente a mucosa jugal bilateralmente.